# Рохо, Иманоль
Иманоль Рохо (исп. Imanol Rojo; род. 30 ноября 1990 года) — испанский лыжник, участник Олимпийских игр 2014 и 2018 годов. Специалист дистанционных гонок.
В Кубке мира Рохо дебютировал 24 ноября 2012 года, всего стартовал в пяти личных гонках в рамках Кубка мира, но не поднимался в них выше 70-го места и кубковых очков не завоёвывал.
На Олимпийских играх 2014 года в Сочи стартовал в четырёх гонках: 15 км классическим стилем — 50-е место, скиатлон — 50-е место, масс-старт 50 км — 33-е место и спринт — 60-е место.
За свою карьеру принимал участие в одном чемпионате мира, на чемпионате мира 2013 года его лучшим результатом было 66-е место в скиатлоне.